# St. Johann Baptist (Dietfurt in Mittelfranken)

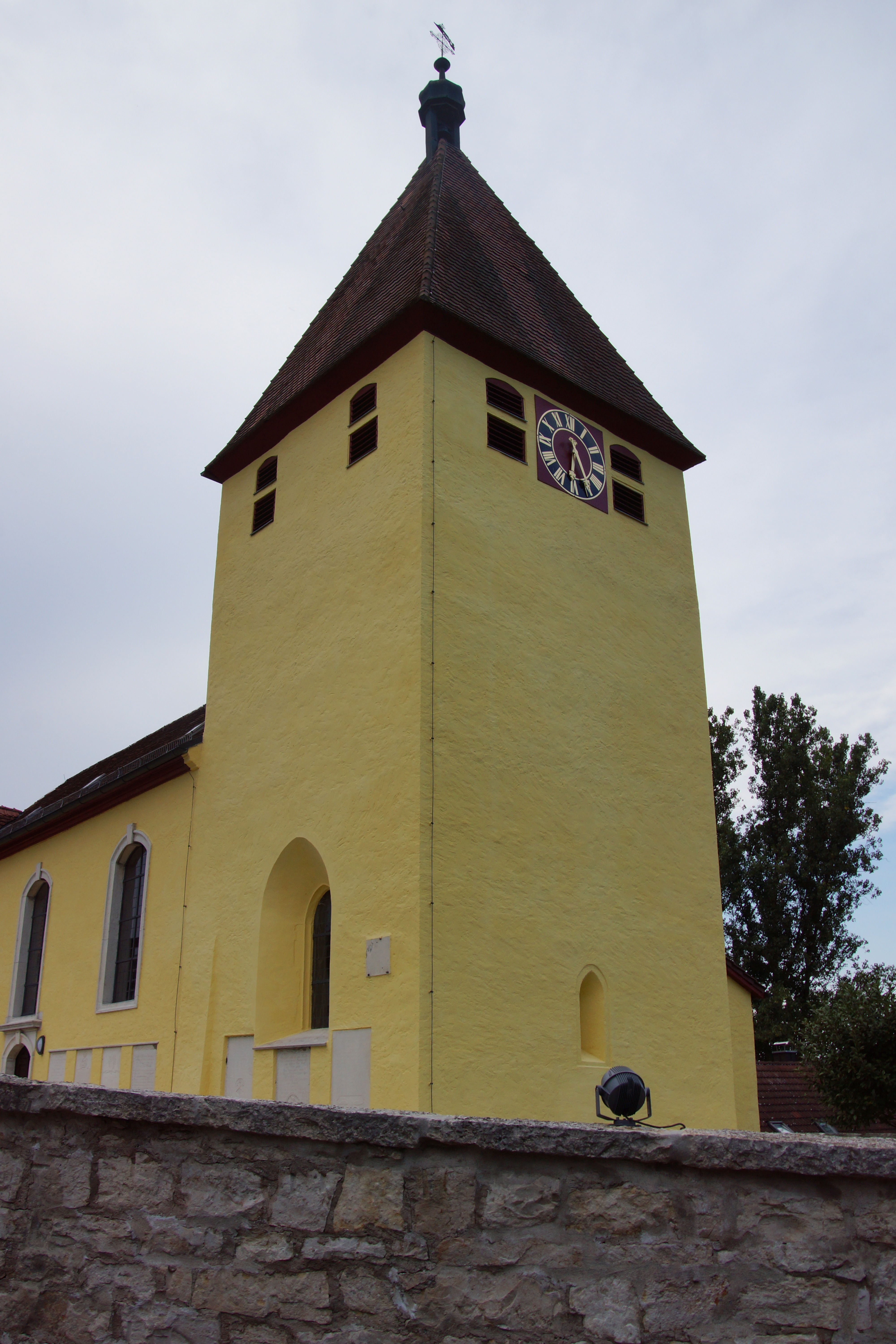
St. Johann Baptist, aufgenommen 2018

Die evangelische Pfarrkirche St. Johannes Baptist ist ein denkmalgeschütztes Kirchengebäude in Dietfurt in Mittelfranken einem Gemeindeteil der bayerischen Stadt Treuchtlingen im mittelfränkischen Landkreis Weißenburg-Gunzenhausen. Das Bauwerk ist unter der Denkmalnummer D-5-77-173-65 als Baudenkmal in der Bayerischen Denkmalliste eingetragen. Die mittelalterlichen und frühneuzeitlichen untertägigen Bestandteile der Kirche sind zusätzlich als Bodendenkmal (Nummer: D-5-7031-0288) eingetragen. Die Pfarrei gehört zum Dekanat Pappenheim im Kirchenkreis Nürnberg der Evangelisch-Lutherischen Kirche in Bayern. Das Kirchenpatrozinium ist der hl. Johannes der Täufer. Die Kirche mit der postalischen Adresse Kirchenbuck 8 liegt im Ortskern Dietfurts auf einer Höhe von 418 m ü. NHN.

## Beschreibung

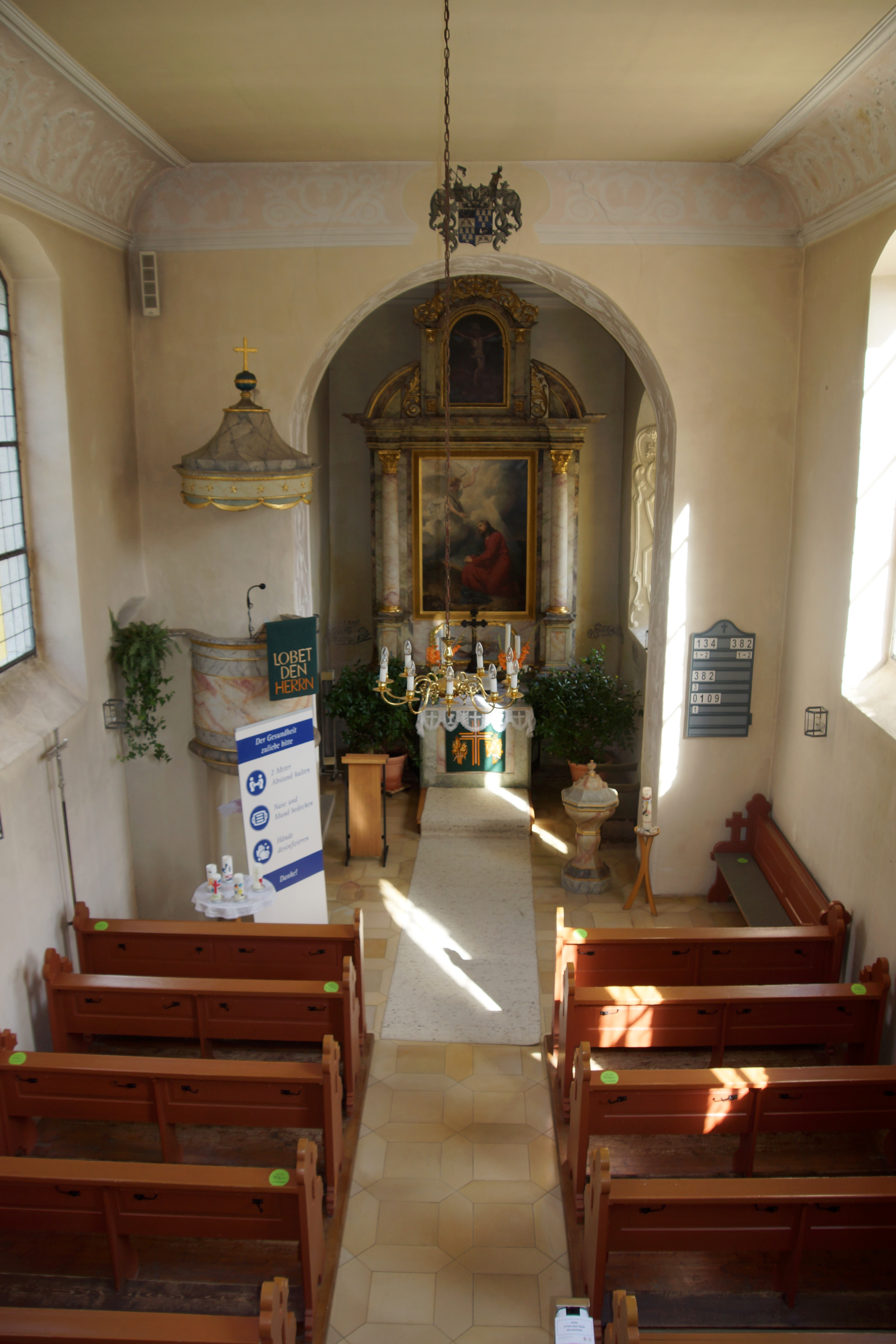
Langhaus mit Blick zum Chor

Fürstbischof Otto von Eichstätt weihte zwischen 1183 und 1195 eine Wehrkirche ein, deren Überreste noch im Chorturm der heutigen Kirche stecken. Nach Erweiterungen des Chorturms 1619 und 1680 wurde 1716 ein neues Langhaus errichtet, das 1903 durch einen Anbau erweitert wurde. Das oberste Geschoss des Chorturms, der mit einem Pyramidendach bedeckt ist, beherbergt die Turmuhr und den Glockenstuhl. 
Die Deckenmalerei der Flachdecke, mit der der Innenraum überspannt ist, wurde um 1777 geschaffen. Im Westen befindet sich eine Empore, auf der die von Erich Bauer gebaute Orgel mit elf Registern, zwei Manualen und einem Pedal steht. Der Altar wurde 1719, die Kanzel 1780 gebaut. 